# Barnas
Barnas är en kommun i departementet Ardèche i regionen Auvergne-Rhône-Alpes i sydöstra Frankrike. Kommunen ligger  i kantonen Thueyts som ligger i arrondissementet Largentière. År 2022 hade Barnas 207 invånare.

## Befolkningsutveckling
Antalet invånare i kommunen Barnas
Referens: INSEE